# No Cais do Tejo
No Cais do Tejo é um óleo sobre madeira da autoria do pintor português Alfredo Keil. Pintado em 1881 e mede 92 cm de altura e 154 cm de largura.
A pintura pertence ao Museu do Chiado de Lisboa.
O artista mostra-nos um cais no rio Tejo, em Lisboa, na zona de Santos ou do Cais do Sodré, ao fim da tarde, com um grupo de figuras em primeiro plano, ocupadas com o carregamento do peixe, e mais à frente dois indivíduos junto de um candeeiro, mirando o rio. Várias embarcações animam as águas do Tejo, destacando-se à direita, e recortando-se nos tons laranjas e violetas do céu crepuscular, o cruzamento dos mastros de alguns veleiros.